# Cours (Deux-Sèvres)
Cours település Franciaországban, Deux-Sèvres megyében. Lakosainak száma 544 fő (2022. január 1.). Cours La Boissière-en-Gâtine, Champdeniers-Saint-Denis, Germond-Rouvre, Les Groseillers, Pamplie, Saint-Marc-la-Lande, Sainte-Ouenne és Surin községekkel határos.

## Népesség
A település népességének változása:
| Lakosok száma | 541  | 552  | 566  | 554  | 555  | 560  | 563  | 566  | 544  |
|               | 2013 | 2015 | 2016 | 2017 | 2018 | 2019 | 2020 | 2021 | 2022 |